# Stryn (wieś)
Stryn – ośrodek administracyjny gminy Stryn, w okręgu Sogn og Fjordane. Wieś położona jest przy ujściu rzeki Stryneelva, na północnym wybrzeżu Nordfjord. Stryn leży ok. 3 km na zachód od miejscowości Nedstryn i około 7 km na północny zachód od miejscowości Loen.
W 2013 roku wieś liczyła 2300 mieszkańców. 
Stryn jest to największa miejscowość w gminie i jest siedzibą administracji miejskiej, szkoły i centrum handlowego. Wieś leży na skrzyżowaniu norweskiej drogi krajowej nr 15 i lokalnej drogi nr 60.

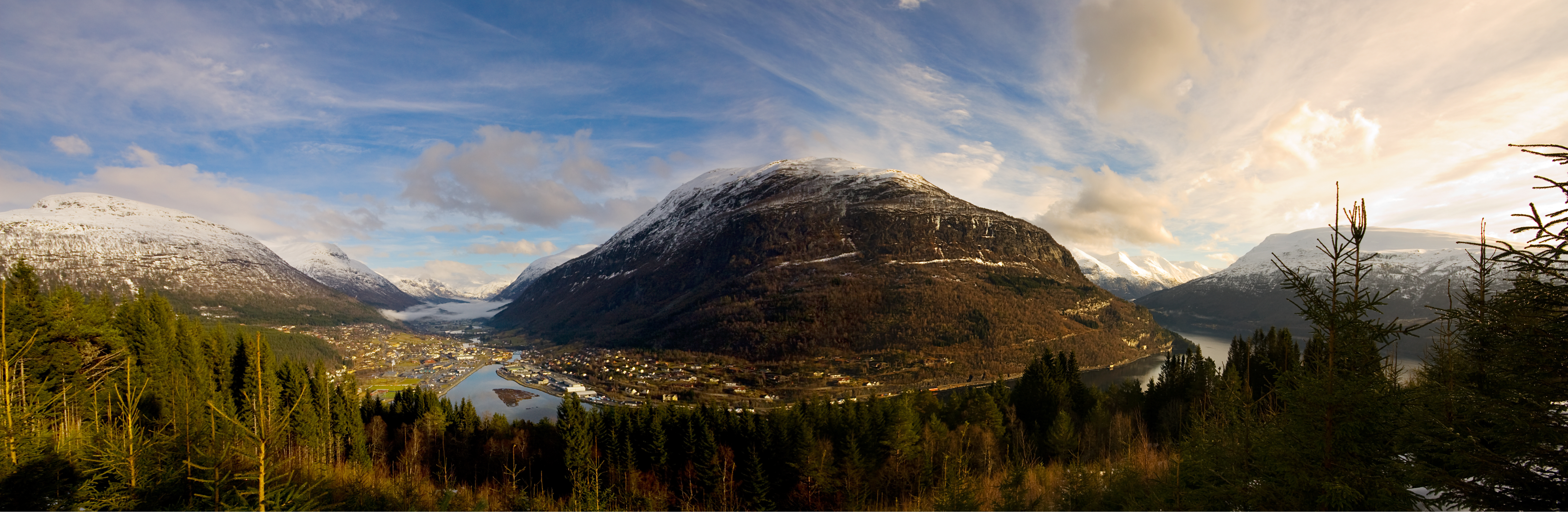
Panorama Stryn